# Landshövdingen (film)
Landshövdingen är en svensk TV-film från 1974 i regi av Christian Lund. I rollerna ses bland andra George Fant, Barbro Oborg och Ulla Sjöblom.

## Rollista
- George Fant – landshövdingen
- Barbro Oborg – Barbro Stensäter, landshövdingens sekreterare
- Ulla Sjöblom – Ottilia Norberg, kvinnodistriktets ordförande
- Håkan Westergren – Åke Trewenberg, pensionerad landssekreterare
- Folke Asplund – Arnold Eriksson, kommunalråd
- Bo Montelius – Ivar Osvaldsson, direktör för Gransjöfors bruk

## Om filmen
Landshövdingen spelades in efter ett manus av Birger Norman med Gardar Sjödin och Per Åke Blidegård som fotografer. Den premiärvisades den 24 juli 1974 i Sveriges Television.